# 国民議会 (ジブチ)
国民議会（こくみんぎかい、フランス語: Assemblée nationale, アラビア語: الجمعية الوطنية）は、ジブチの立法府である。

## 概要
一院制、定数65、任期5年。
小選挙区比例代表並立制で選出される。